# Argyreia elliptica
Argyreia elliptica är en vindeväxtart som beskrevs av George Arnott Walker Arnott och Jacques Denys Denis Choisy. Argyreia elliptica ingår i släktet Argyreia och familjen vindeväxter. Inga underarter finns listade i Catalogue of Life.